# Suy đoán của Lý Mễ
Suy đoán của Lý Mễ (Tiếng Trung Quốc: 李米的情想, Tiếng Anh: The Equation of Love and Death) là bộ phim tâm lí xã hội kết hợp hình sự của Trung Quốc ra mắt năm 2008 do Tào Bảo Bình làm đạo diễn kiêm viết kịch bản và được Hoa Nghị huynh đệ sản xuất. 
Bộ phim là câu chuyện về nữ tài xế Lý Mễ trên hành trình tìm kiếm vị hôn phu mất tích.

## Nội dung
Bốn năm trước, vì sự phản đối của gia đình, Lý Mễ và Phương Văn phải chia  tay nhau. Phương Văn bỏ quê đi. Trong suốt bốn năm, Lý Mễ vẫn nhận được những bức thư từ Phương Văn nhưng không ghi địa chỉ người gửi. Lý Mễ tìm đến thành phố, làm nghề lái taxi với hi vọng tìm được người yêu mất tích. Cô đăng hình Phương Văn lên báo và dò hỏi tất cả hành khách của mình nhưng đều không có kết quả.
Trong một lần chở khách, Lý Mễ tình cờ  quen biết với Cừu Thủy Thiên và Cừu Hỏa Quý - hai thanh niên từ vùng nông thôn Vân Nam lên thành phố làm ăn và tìm kiếm người bạn Tiểu Hương đã mất liên lạc nhiều năm. Không may, Cừu Thủy Thiên và Cừu Hỏa Quý có liên quan đến một đường dây buôn bán ma túy, vì cần tiền gấp, họ đã bắt Lý Mễ cướp tiền nhưng cô may mắn chạy thoát.
Lý Mễ tình cờ gặp lại Phương Văn, tuy nhiên Phương Văn không thừa nhận thân phận của mình. Lý Mễ bị cuốn vào hành trình tìm kiếm sự thật. Trong quá trình đó, cô gặp gỡ cảnh sát Diệp Khuynh  Thành, người được cử đi điều tra vụ án ma túy.
Qua quá trình điều tra, những băn khoăn, thắc mắt dần được giải đáp, sự thật được hé lộ, khi tất cả đều liên quan đến một vụ buôn bán ma túy lớn.

## Diễn viên
- Châu Tấn vai Lý Mễ - nữ  tài xế taxi, trong suốt bốn năm luôn không ngừng tìm kiếm vị hôn phu mất tích
- Đặng Siêu vai Phương Văn/ Mã Băng - Bạn trai của Lý Mễ, sau đổi tên thành Mã Băng
- Vương Bảo Cường vai Cửu Thủy Thiên - thanh niên nông thôn, liên quan đến đường dây vận chuyển ma túy
- Trương Hàm Dư vai Diệp Khuynh Thành - cảnh sát, được cử đến để điều tra án
- Vương Nghiên Huy vai Cừu Hỏa Quý - thanh niên nông thôn, liên quan đến đường dây vận chuyển ma túy
- Vương Ninh vai Ngải Phỉ Phỉ - người yêu của Mã Băng

## Giải thưởng
- "Đạo diễn mới xuất sắc nhất" tại LHP San Sebastian lần thứ 56 (của Tây Ban Nha) - Đạo diễn Tào Bảo Bình
- "Giải thưởng Điện ảnh châu Á cho Nữ diễn viên xuất sắc nhất" - Châu Tấn
- "Nữ diễn viên chính xuất sắc nhất" tại LHP Kim Kê lần thứ 27 - Châu Tấn
- "Nhạc phim xuất sắc nhất" tại LHP Kim Mã lần thứ 46 - ca sĩ Đậu Duy
- "Nam diễn viên phụ xuất sắc nhất" tại LHP Kim Mã lần thứ 46 - Trương Hàm Dư (đề cử)
- "Đạo diễn xuất sắc nhất" tại LHP Kim Kê lần thứ 27 - đạo diễn Tào Bảo Bình
- "Diễn xuất xuất sắc nhất" tại LHP Kim Phượng Hoàng lần thứ 12 - Đặng Siêu